# بويد أتكينز
بويد أتكينز (بالإنجليزية: Boyd Atkins)‏ هو عازف ساكسفون وملحن أمريكي، (ولد في نيو أورلينز في الولايات المتحدة 1900 – 1965 م).

## وصلات خارجية
- بويد أتكينز على موقع ميوزك برينز (الإنجليزية)
- بويد أتكينز على موقع أول ميوزيك (الإنجليزية)
- بويد أتكينز على موقع ديسكوغز (الإنجليزية)